# Municipio de Eminence (Illinois)
El municipio de Eminence (en inglés: Eminence Township) está ubicado en el condado de Logan, en el estado de Illinois (Estados Unidos).

## Geografía
El municipio de Eminence se encuentra ubicado en las coordenadas 40°16′33″N 89°19′2″O / 40.27583, -89.31722. Según la Oficina del Censo de los Estados Unidos, tiene una superficie total de 110,22 km², de la cual 110,18 (99,96%) corresponden a tierra firme y 0,04 (0,04%) a agua.

## Demografía
Según el censo de 2010, el municipio de Eminence estaba habitado por 421 personas y su densidad de población era de 3,82 hab/km². Según su raza, el 98,57% de los habitantes eran blancos, el 0,24% asiáticos, y el 0,24% de otras. Además, el 0,95% pertenecían a dos o más razas.